# チェッカーズ (カントリー・ハウス)
チェッカーズ（英語: Chequers, [ˈtʃɛkərz]）は、イギリスの首相のカントリー・ハウス。ロンドンから北西に64キロのバッキンガムシャーのエルズボロ近郊にあるこの邸は、16世紀のマナーハウスに起源を持ち、1917年、初代フェアラムのリー子爵アーサー・リーによって国に寄付されたものである。

## 名前
チェッカーズという名前は12世紀のエルズボロの領主エライアス・オストリウス（Elias Ostrius、またはド・スカッカリオde Scaccario）に由来する 。これは大蔵省（Scaccario）の守衛（ostrius）を意味するが、Scaccarioはチェス盤の意味にも通じ、エライアスの紋章にはチェス盤が含まれていた。つまり、この邸の名前は、大蔵省（Exchequer）とチェス盤（chequerboard）に由来する。この所領はその後スカッカリオ家からドートリー家（D'Awtrey、英語風に改姓してホートレイ家）の手に渡った。
別の説として、チェッカーツリー（カエデバアズキナシ、Sorbus torminalis）が庭に生えていたからというのもある。

## 歴史

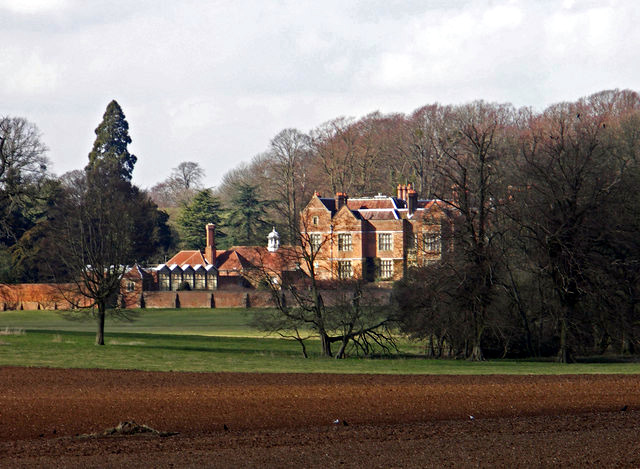
裏側

現在の建物は、1565年頃にウィリアム・ホートレイ（William Hawtrey）が建てたものだが、以前の建物も再利用されたかもしれない。館のレセプションルームに彼の名前は残っている。ホートレイはジェーン・グレイの妹のメアリー・グレイの管財人を務めており、エリザベス1世によりメアリーが宮廷を追放されて蟄居させられた際、彼女は1565年から1567年の間この邸で過ごすことになる 。彼女の部屋は現在もそのままにされている。
その後、邸は女系によってウーレイ家（Wooley）、クロック家（Croke）、サーベイン家（Thurbane）の手に渡った。1715年に、邸の主はオリヴァー・クロムウェルの孫のジョン・ラッセル（John Russell）と結婚した。この縁で、現在も邸はクロムウェルの遺品を多く保管している。
19世紀になって、ラッセル家はヘンリー・ローズ（Henry Rhodes）を雇って館をゴシック様式に改築した。 テューダー様式の外壁と窓は取り払われ、代わりに小尖塔を持つ胸壁がつけられた。しかし婚姻により館がアストレイ家の手に渡ると、1892年から1901年の間に、バートラム・アストレイはレジナルド・ブロムフィールド（Reginald Blomfield）の助言を受けて、エリザベス様式に復元する。ジョン・バーチ（John Birch）がこの仕事を完成させた。

### 20世紀

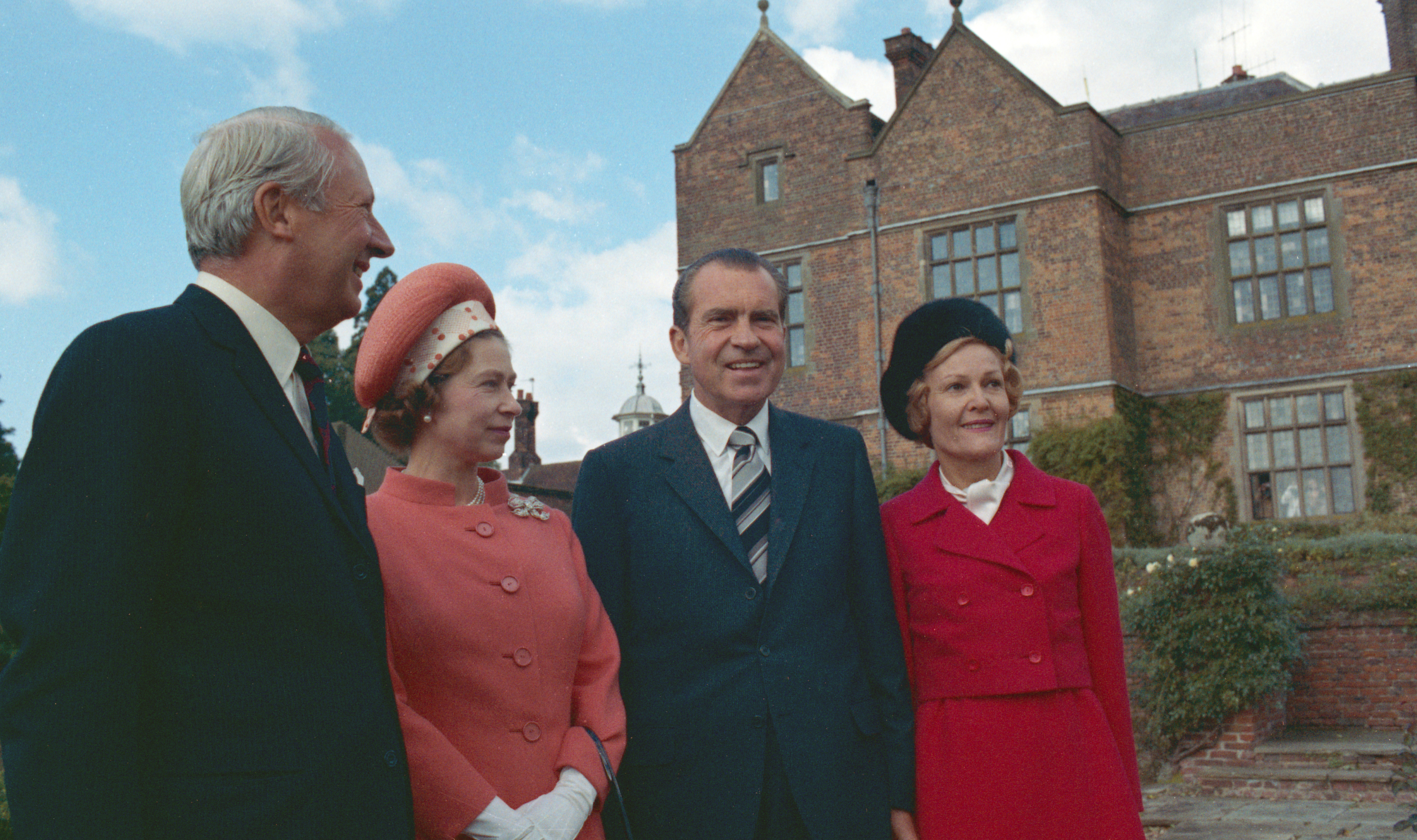
エドワード・ヒース首相、エリザベス2世女王、リチャード・ニクソン米大統領、パット・ニクソン夫人（1970年）

1909年、この邸は初代フェアラムのリー子爵アーサー・リーとルースの夫妻に賃借された。リーは直ちに、ブロムフィールドに内装の復元を依頼した。並行して1911年から1912年にヘンリー・アヴレイ・ティッピング（Henry Avray Tipping）が複数の庭をデザインしている。1912年、邸の所有者のヘンリー・デラヴァル・アストレイ（Henry Delaval Astley）が亡くなり、ルースと姉妹が邸を購入しアーサーにプレゼントした。
第一次世界大戦中、この邸は兵士の病院やリハビリ施設となる。戦後は個人の邸に戻るも、リーには子供がなかったためチェッカーズをイギリスの首相のカントリー・ハウスにすることにした。それまでイギリスの首相は地主階級に属していたが、第一次大戦後には新しい血筋の政治家が現れていた。彼らはそれまでの首相が国賓を楽しませ、公務から解放させてくれる広々としたカントリー・ハウスをもっていなかったのである。デイヴィッド・ロイド・ジョージ政権下での長い議論を経て、1917年12月20日、1917年チェッカーズ法が成立し、チェッカーズは現職首相の保養地となった。1921年1月8日、チェッカーズでの最後の晩餐の後、リー夫妻はここを後にした。リーとロイド・ジョージには意見の対立があったものの、何事もなく引き渡しは行われた。
チェッカーズにはイギリス最大級の絵画のコレクションやオリヴァー・クロムウェルの遺品がある。また、国家的なアンティークや稀覯本を有名な「ロング・ギャラリー」に収めている。中にはホレーショ・ネルソンの日記や「チェッカーズ・リング」と呼ばれるエリザベス1世の数少ない現存するジュエリーが含まれているが、一般には公開されていない。
近くのクーン丘陵（Coombe Hill）は1920年代まで、チェッカーズの一部だったが、ナショナル・トラストに譲渡された。クーン丘陵とチェッカーズはチルターン特別自然美観地域の一部である。また、チェッカーズを取り巻く園地、森、庭園はRegister of Historic Parks and Gardensに登録されている。
第二次世界大戦当初、チェッカーズは警備が不十分であるとみなされ、ウィンストン・チャーチル首相は代わりにオクスフォードシャーのディッチレイを使っていたが、1943年までに通路を芝で覆うなどのチェッカーズの警備強化がなされた。ネヴィル・チェンバレン首相時代のチェッカーズには電話はキッチンに一つしかなかったが、チャーチルは机にバッテリーを置いて、いつでも電話を使えるようにしていたという。

### 21世紀

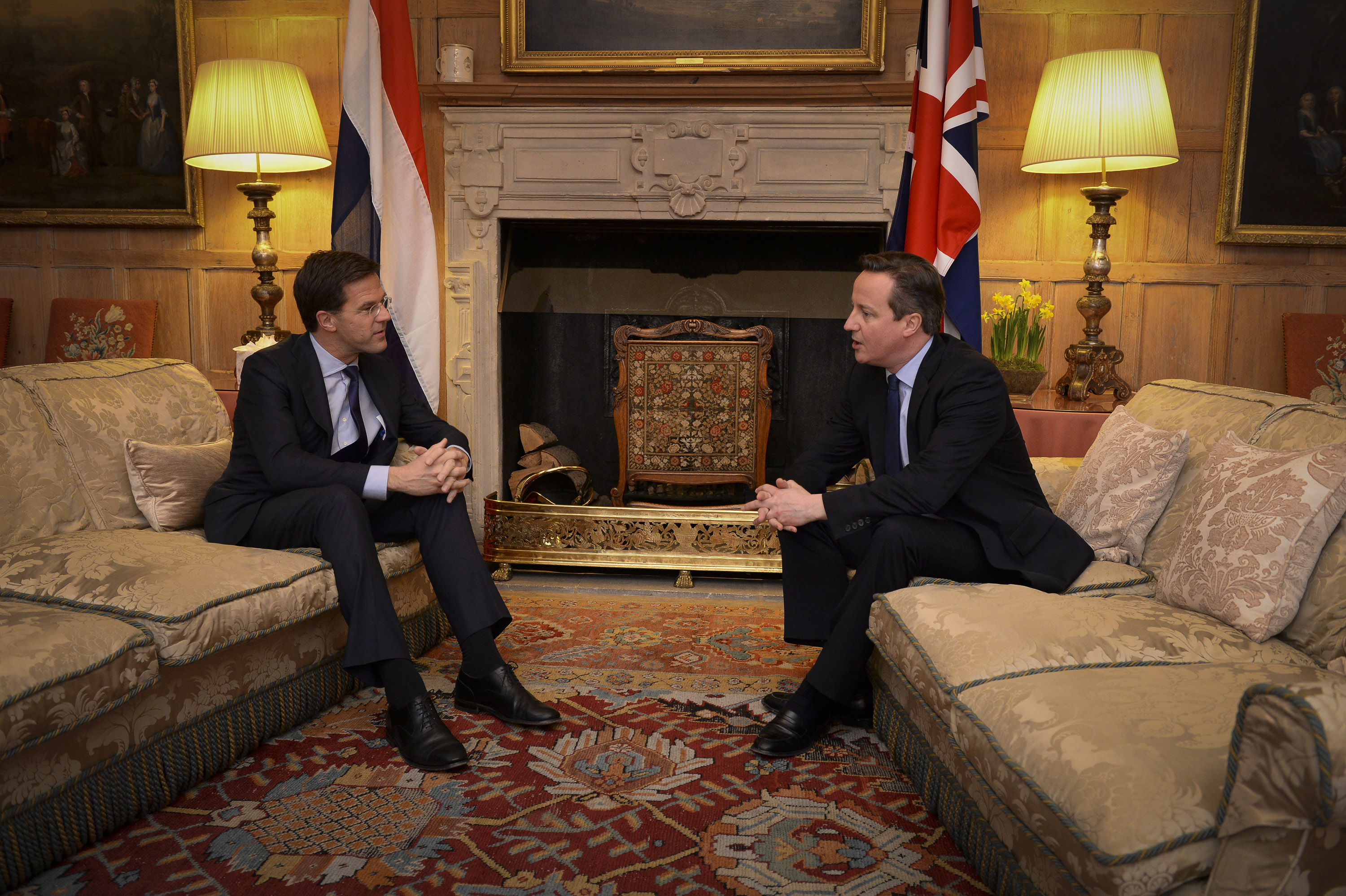
マルク・ルッテ蘭首相とデーヴィッド・キャメロン首相（2014年）

2007年6月1日、チェッカーズがSerious Organised Crime and Police Act 2005のセクション128による守られた場所とされ、侵入は特に犯罪とされた。
2018年6月、テリーザ・メイ首相はチェッカーズで閣僚会議を開き、ブレグジットへ向けての計画・通称「チェッカーズ・プラン」が同意された。
2020年4月12日から26日、新型コロナウイルス感染症に罹患したボリス・ジョンソン首相は、集中治療室を出た後、チェッカーズで療養して過ごした。

## リンク
- ウィキメディア・コモンズには、チェッカーズ (カントリー・ハウス)に関するカテゴリがあります。
- 安倍晋三のチェッカーズ訪問（2016年5月5日）, 日本外務省
- 安倍晋三のチェッカーズ訪問（2017年4月28日）, 日本首相官邸